# Ползучесть при индентировании
Ползучесть при индентировании (англ. indentation creep) — изучение характеристик ползучести материала методом индентирования.

## Описание
Обычно при исследовании ползучести материала методом индентирования применяют оборудование, позволяющее регулировать скорость нарастания нагрузки на индентор. В результате этого при различных скоростях нарастания нагрузки материал с выраженными свойствами ползучести даст различные кривые зависимости перемещения индентора от нагрузки на него. Анализ этих кривых позволяет определить реологические характеристики материала. Учет всех факторов и построение точной модели ползучести материала при внедрении индентора является сложной, до сих пор до конца не решенной задачей.